# Zacarias Moussaoui

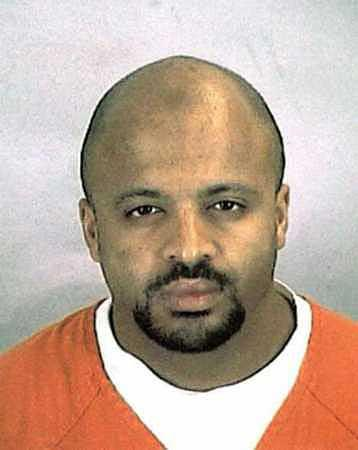
Zacarias Moussaoui

Zacarias Moussaoui (* 30. Mai 1968 in Saint-Jean-de-Luz) ist ein Franzose marokkanischer Abstammung, der wegen Mithilfe bei der Vorbereitung der Terroranschläge am 11. September 2001 in den USA angeklagt und im Mai 2006 zu einer lebenslangen Freiheitsstrafe verurteilt wurde. Er ist die einzige Person, die für die direkte Beteiligung an der Verschwörung verurteilt wurde, am 11. September 2001 Flugzeuge zu entführen und sie in das World Trade Center und andere Ziele in den USA zu lenken.

## Jugend und Werdegang, Al-Qaida-Mitgliedschaft und Radikalismus
Moussaoui wurde in Frankreich geboren, wo er auch seine Jugend verbrachte. 1992 zog er nach London und machte an der South Bank University einen Abschluss in International Business. Aus Geheimdienstquellen wurde bekannt, dass Moussaoui die als Hochburgen eines radikalen Islam geltenden Moscheen von Brixton und die North London Central Mosque im Stadtteil Finsbury Park aufsuchte, in der auch Anhänger der algerischen Groupe Islamique Armé verkehrten. Seine Radikalisierung erfolgte in London unter dem Einfluss der Muslimbrüder und des saudi-arabischen Wahhabismus, einer gewaltbereiten Glaubenslehre, die in den fundamentalistischen Zirkeln um die Finsbury-Moschee ihren Nährboden fand. Ab 1996 überwachten französische Behörden Moussaoui und seine Kontakte. An der North London Central Mosque predigte Abu Hamza al-Masri, der am 7. Februar 1996 unter anderem wegen Anstiftung zum Mord zu 7 Jahren Haft verurteilt wurde. Moussaouis Entwicklung hin zu einem Al-Qaida-Mitglied muss in seiner Londoner Zeit passiert sein.
Moussaoui soll unter anderem von 1998 bis 1999 in Afghanistan gewesen sein und dort eine Ausbildung in der Durchführung terroristischer Handlungen erhalten haben. Moussaoui nahm in Norman, Oklahoma, Flugunterricht – zusammen mit Mohammed Atta und Marwan al-Shehhi, zwei der Entführer vom 11. September.
Er wurde am 16. August 2001 – vier Wochen vor den Anschlägen auf das World Trade Center und auf das Pentagon – in Minnesota verhaftet, wo er weitere Flugstunden genommen hatte, um eine Boeing 747 steuern zu lernen, und einem Ausbilder wegen seiner oberflächlichen Flugzeugkenntnisse verdächtig vorkam. Grund für die Festnahme waren Verstöße gegen die Einreisebestimmungen.

## Moussaouis geistig-seelische Verfassung
Einige Zeugen der Verteidigung (darunter der Psychiater Michael First) äußerten Zweifel an Moussaouis geistigem Zustand, angeblich soll er an Paranoider Schizophrenie gelitten haben. Laut einem Verteidiger habe er geglaubt, Präsident George W. Bush werde ihn freilassen; dies sei ein Beweis, dass Moussaoui den Kontakt zur Realität verloren habe.
Moussaoui selbst sagte einmal, er hätte aus Einsamkeit Kontakte mit Terrororganisationen aufgenommen. Ein Psychologe beschrieb ihn als „sozial isoliert“; Moussaoui habe sich in Frankreich ausgegrenzt gefühlt, habe über Rassismus geklagt und niemanden gehabt, der ihn unterstützte.

## Strafverfahren
Zum Verlauf und zu prozessrechtlichen Besonderheiten siehe Strafprozessrecht (Vereinigte Staaten).
Das Verfahren wurde im Oktober 2002 eröffnet. Es seien jedoch bis jetzt keine Beweise für eine unmittelbare Beteiligung Moussaouis an den Anschlägen veröffentlicht worden. Moussaoui stellt als in den USA verhaftetes und im Zusammenhang mit diesen Anschlägen in einem normalen Gerichtsverfahren angeklagtes al-Qāida-Mitglied und EU-Staatsbürger eine Besonderheit dar. Seine Verteidigerin war Judy Clarke.

### Möglichkeit der Todesstrafe
Am 2. Oktober 2003 schloss Richterin Leonie M. Brinkema ein Todesurteil aus, da die Regierung ihr den Zugang zu Zeugen verweigerte. Die Jury stellte jedoch am 3. April 2006 fest, ein Todesurteil komme – wohl nicht zuletzt wegen Moussaouis Geständnis vom 23. April 2005 – durchaus infrage. Deutsche Stellen hatten zuvor erklärt, Moussaoui betreffend möglicherweise belastende Informationen zurückzuhalten, solange die US-Justiz nicht darauf verzichte, in Moussaouis Fall die Todesstrafe zu fordern. Der französische Justizminister Dominique Perben sagte am 27. April 2005, Frankreich habe bei der Weitergabe von Information über Moussaoui an die US-Behörden von diesen eine schriftliche Erklärung erhalten, das Material nicht für ein Todesurteil zu verwenden.

### Urteil
Am 3. Mai 2006 wurde Moussaoui zu lebenslanger Haft verurteilt. Die von der Staatsanwaltschaft geforderte Todesstrafe wurde nicht ausgesprochen, da die Jury in dieser Frage keine Einstimmigkeit zustande brachte. Eine Entlassung auf Bewährung ist nicht möglich. Moussaoui verbüßt seine Strafe im Bundesgefängnis ADX Florence, einer Hochsicherheitsstrafanstalt im US-Bundesstaat Colorado.